# Rayovac
Rayovac (anteriormente conhecida como Ray-O-Vac até 1988) é uma marca de pilhas e baterias feitas pela Spectrum Brands de Sandy Springs, Geórgia, Estados Unidos. A Rayovac foi fundada em 1906 como French Battery Co., em Madison, Wisconsin. Em 1930, o nome da companhia foi alterado para Ray-O-Vac, e pouco depois a empresa patenteou o primeiro aparelho auditivo vestível de válvula termiônica, em 1933. O nome da nova empresa foi uma alusão à então nova tecnologia de válvulas termiônicas e raios de elétrons.